# Enderleina bonita
Enderleina bonita är en bäcksländeart som beskrevs av Bill P.Stark 1989. Enderleina bonita ingår i släktet Enderleina och familjen jättebäcksländor. Inga underarter finns listade i Catalogue of Life.